# Ghiacciaio Klebelsberg
Il ghiacciaio Klebelsberg (in inglese Klebelsberg Glacier) è un ghiacciaio lungo circa 11,5 km e largo 3,4, situato sulla costa di Loubet, nella parte occidentale della Terra di Graham, in Antartide. Il ghiacciaio, il cui punto più alto si trova 1.098 m s.l.m., fluisce verso nord-ovest dall'altopiano Emimonto, passando tra il picco Armula e il bastione Smilyan, fino ad unire il proprio flusso a quello del ghiacciaio Sharp, che poi fluisce fino a entrare nel fiordo di Lallemand.

## Storia
Il ghiacciaio Klebelsberg è stato mappato dal British Antarctic Survey, che all'epoca si chiamava ancora Falkland Islands and Dependencies Survey, che lo avvistò la prima volta dalla sommità dell'altopiano nel 1946-47, ed è stato così battezzato in onore di Raimund von Klebelsberg, un glaciologo austriaco.